# Apion holosericeum
Apion holosericeum är en skalbaggsart som beskrevs av Leonard Gyllenhaal 1833. Apion holosericeum ingår i släktet Apion, och familjen spetsvivlar. Arten har ej påträffats i Sverige.